# Nasonia
Nasonia is een geslacht van bronswespen. Deze dieren leggen hun eitjes in de poppen van verschillende vliegensoorten, meestal bromvliegen of vleesvliegen. Hierom zijn de Nasonia goed bruikbaar als biologische bestrijding tegen deze vliegensoorten. De Nasonia zijn een paar millimeter groot.
Er zijn vier soorten beschreven: N. vitripennis, N. longicornis, N. giraulti en N. oneida. N. vitripennis komt over de gehele wereld voor. N. giraulti komt voor in het oosten van de Verenigde Staten, N. longicornis juist in het westen.
In januari 2010 is het genoom van N. vitripennis gepubliceerd. Er is 4 jaar aan gewerkt door een internationaal consortium, gefinancierd door het National Human Genome Research Institute.